# Llista d'obres de Giovanni Battista Pittoni
El catàleg raonat per Franca Zava Boccazzi de les pintures de Giambattista Pittoni (Giovanni Battista Pittoni), inclou llistes de 247 obres existents i 117 perdudes o destruïdes. El catàleg raonat d'Alice Binion inclou 304 articles. Algunes de les seves obres s'enumeren a continuació.

## Pintures
- Al Museu del Louvre, París:
  - Crist atorga claus del Paradís a St Peter
  - La continència d'Escipió (1733-1735)
  - Susanna i els vells (1723-1725)
  - Tombeau allégorique de l'archevêque John Tillotson (1630-1694), (1726-1727)
  - Bacus i Ariadna (1720-1725)
  - Mart i Venus (1720-1725)
  - Sacrifici de Polixena a la Tomba d'Aquil·les
  - Dido funda Cartago
- Sacrifici de Polixena, Museu Hermitage, Sant Petersburg, Rússia; oli sobre llenç, 129 x 94 cm.
- Sagrada Família , Museu Metropolità d'Art, Nova York, Estats Units
- Susanna i els vells (1720), Museu Metropolità d'Art, la ciutat de Nova York, Estats Units
- Nativitat (1740), Nacional Galeria, Londres, Regne Unit
- Sacrifici de Polixena (1733-1734), Museu Getty, Los Angeles, Estats Units
- Miracle dels pans i els peixos (1725), Galeria Nacional de Victoria, Melbourne, Austràlia; oli sobre llenç, 120.1x178.5 cm.
- Visió de Sant Antoni de Pàdua (1730), San Diego Museum of Art, Parc Balboa, Califòrnia, Estats Units; 35 1/2 polzades. X 23 1/4 polzades.
- La mort de Sofonisba, Museu Puixkin, Moscou, Rússia; oli sobre llenç, 165 x 214 cm.
- Descans en la fugida a Egipte (1725), Museu Thyssen-Bornemisza, Madrid, Espanya; oli sobre llenç, 108 x 135 cm.[4]
- La Família (1720), oli sobre llenç, 60 x 73 cm. col·lecció particular
- Al·legoria de la pintura i Escultura, Galeria de l'Acadèmia, Venècia, Itàlia
- Anunciació (1758), Accademia, Venècia, Itàlia
- Magdalena penitent (1740) Accademia, Venècia, Itàlia; oli sobre llenç, 48 x 38 cm.
- Davallament de la Creu, Palau de la Legió d'Honor (c 1.750.), San Francisco, Califòrnia, Estats Units
- Agar en el desert, Església de Frari, Venècia, Itàlia; oli sobre llenç
- Justícia i Pau , Palazzo Pesaro, Venècia, Itàlia; fresc
- Júpiter protegir Justícia, La Pau i la Ciència, decoració Pantalles, Ca 'Pesaro, Venècia, Itàlia
- Crist i Sant Pere, Ashmolean Museum, Oxford, Regne Unit
- La mort de José, Berggruen Museu a Palau de Charlottenburg, Galeria Nacional, Berlín, Alemanya, oli sobre llenç, cm.
- Mare de Déu dels Dolors, Museu Gemäldegalerie (Stiftung Preußischer Kulturbesitz), Berlín, Alemanya
- Troballa de Moisés (c. 1730), Portland Art Museum, Oregon, Estats Units
- Monument al·legòric a la glòria d'Isaac Newton (c. 1727-1729), Fitzwilliam Museum, Cambridge, Regne Unit
- St Elizabeth distribuir almoines (1734), Szépmüvészeti Múzeum, Budapest, Hongria; oli sobre llenç, 72 x 43 cm.
- Martiri de St Thomas, Església de Sant Stae, Venècia, Itàlia
- Sant Pere, Kunsthalle d'Hamburg, Alemanya
- Sacrifici d'Isaac (1720), Església de Sant Francesco della Vigna, Venècia, Itàlia; Oli sobre llenç, 118 x 155 cm
- Sant Jeroni i Sant Pere d'Alcántara (1725), Galeria Nacional d'Escòcia, Edimburg, Escòcia, Regne Unit; oli sobre llenç, 275 x 143 cm.
- David i Betsabé, 74 x6 4 cm.
- San Roque (1727), Szépmüvészeti Múzeum, Budapest, Hongria; oli sobre llenç, 42 x 32 cm.
- Nativitat, Museu de Belles Arts, Quimper, Bretanya, França; oli sobre llenç, 74 x 56 cm.
- La lapidació de Sant Esteve, segona foto esquerra de l'altar de l'Església de Santa Maria Diessen, Alemanya
- La mort d'Agripina i mort de Seneca, Dresden Galeria, Alemanya
- Eliezer i Rebeca (c 1.725.), Musée des Beaux-arts, Bordeus, França
- Madonna Enthroned amb el Nen venerada per Sant Pere i Sant Pius V (1723-1724), l'Església de Santa Corona, Vicenza, Itàlia
- Madonna amb els sants, Església de San Germano dei Berici, Itàlia
- Diana i Acteó  (c 1.725.), Palazzo Chiericati, Vicenza, Itàlia; oli sobre llenç, 147 x 197,5 cm.
- Sacrifici per Jeftè, Museu di Palazzo Reale, Gènova, Itàlia
- Retrat del cardenal Bartolomeo Roverella, Accademia dei Concordi, Rovigo, Itàlia
- Santos presenten una dona devota a la Verge amb el Nen, Cleveland Museum of Art, Estats Units
- Anunciació, Städelsches Kunstinstitut, Alemanya
- Martiri de Sant Climent: Esbós per Altar a Clemenskirche, Münster, que es mostra en Uppsala Universitet Konstsamling, Suècia
- St Peter, Kunsthalle
- Virgin and Child with Saints, Prado Museum, Madrid. Oil on canvas 36 x 32 cm[5]
- Triumphal Entry of Alexander into Babylonia, 1735, Patrimonio Nacional, Spain.